# Partido Comunista da Bélgica
O Partido Comunista da Bélgica (em holandês: Kommunistische Partij van België, KPB; em francês: Parti Communiste de Belgique, PCB) foi um partido político comunista da Bélgica.
O KPB/PCB foi fundado em setembro de 1921 num congresso realizado em Anderlecht, que unificou diversas facções provenientes do Partido Trabalhista da Bélgica, que apoiavam a Revolução de Outubro e estavam alinhados com o Comintern. Na altura da sua fundação, os comunistas tinham cerca de 500 membros.
Durante a Segunda Guerra Mundial, o partido cresceu exponencialmente, tendo, inclusivamente, criado um grupo armado para resistir à ocupação nazi da Bélgica, o Exército Armado dos Partisanos. Após o fim da Guerra, os comunistas tiveram os seus melhores resultados eleitorais, chegando, inclusivamente, a participarem em governos de coligação com os socialistas e os liberais.
Na década de 1960, o Departamento de Estado dos Estados Unidos estimava que o KPB/PCB tivesse cerca de 10.000 membros.
Em 1985, os comunistas perderam a representação parlamentar que detinham e, em 1989, o partido dividiu-se conforme as áreas linguísticas como os outros partidos belgas.

## Resultados eleitorais

### Eleições legislativas
| Data | CI.  | Votos   | %            | +/- | Deputados | +/-     | Status            | Notas    |
| ---- | ---- | ------- | ------------ | --- | --------- | ------- | ----------------- | -------- |
| 1925 | 6.º  | 34 149  | 1,6 / 100,0  |     | 2 / 187   |         | Oposição          |          |
| 1929 | 6.º  | 43 237  | 1,9 / 100,0  | 0,3 | 1 / 187   | 1       | Oposição          |          |
| 1932 | 5.º  | 65 694  | 2,8 / 100,0  | 0,9 | 3 / 187   | 2       | Oposição          |          |
| 1936 | 6.º  | 143 223 | 6,1 / 100,0  | 3,3 | 9 / 202   | 6       | Oposição          |          |
| 1939 | 5.º  | 90 856  | 4,7 / 100,0  | 1,4 | 9 / 202   | Estável | Oposição          |          |
| 1946 | 3.º  | 300 099 | 12,7 / 100,0 | 8,0 | 23 / 202  | 14      | Governo           |          |
| 1949 | 4.º  | 376 765 | 7,5 / 100,0  | 5,2 | 12 / 212  | 11      | Oposição          |          |
| 1950 | 4.º  | 234 541 | 4,8 / 100,0  | 2,7 | 7 / 212   | 5       | Oposição          |          |
| 1954 | 4.º  | 184 108 | 3,6 / 100,0  | 1,2 | 4 / 212   | 3       | Oposição          |          |
| 1958 | 5.º  | 100 145 | 1,9 / 100,0  | 1,7 | 2 / 212   | 2       | Oposição          |          |
| 1961 | 5.º  | 162 238 | 3,1 / 100,0  | 1,2 | 5 / 212   | 3       | Oposição          |          |
| 1965 | 5.º  | 247 311 | 4,8 / 100,0  | 1,7 | 6 / 212   | 1       | Oposição          |          |
| 1968 | 5.º  | 236 283 | 3,3 / 100,0  | 1,5 | 5 / 212   | 1       | Oposição          |          |
| 1971 | 12.º | 91 726  | 1,7 / 100,0  | 0,3 | 5 / 212   | Estável | Oposição          | Valônia  |
| 1971 | 14.º | 67 487  | 1,3 / 100,0  | 0,3 | 5 / 212   | Estável | Oposição          | Flandres |
| 1974 | 9.º  | 107 481 | 2,0 / 100,0  | 1,0 | 2 / 212   | 3       | Oposição          |          |
| 1977 | 14.º | 62 410  | 1,8 / 100,0  | 0,2 | 2 / 212   | Estável | Oposição          | Flandres |
| 1977 | 16.º | 37 104  | 1,8 / 100,0  | 0,2 | 2 / 212   | Estável | Oposição          | Valônia  |
| 1978 | 9.º  | 180 234 | 3,3 / 100,0  | 1,5 | 4 / 212   | 2       | Oposição          |          |
| 1981 | 12.º | 138 978 | 2,3 / 100,0  | 1,0 | 2 / 212   | 2       | Oposição          |          |
| 1985 | 12.º | 71 695  | 1,2 / 100,0  | 1,1 | 0 / 212   | 2       | Extra-parlamentar |          |
| 1987 | 12.º | 51 046  | 0,8 / 100,0  | 0,4 | 0 / 212   | Estável | Extra-parlamentar |          |